# Stimmkreuzung
Als Stimmkreuzung wird im musikalischen Tonsatz das Übersteigen oder Untersteigen einer Stimme durch eine andere bezeichnet. In der Musik des Mittelalters waren Stimmkreuzungen gängig und wurden nicht als Sonderfall angesehen, da die organalen und diskantierenden Stimmen damals noch nicht an bestimmte Klangräume gebunden waren. Erst mit der räumlichen Festlegung der Lagenstimme (Einzelstimme) und der planvollen Durchgestaltung des vielstimmigen Satzes seit dem 15./16. Jahrhundert wurden Stimmkreuzungen eine Ausnahme (siehe auch Heterolepsis). Allerdings blieb die Stimmkreuzung aufgrund der Beschaffenheit des thematischen Materials (z. B. ein Fugenthema), gelegentlich auch zur Umgehung fehlerhafter Stimmführung weiterhin in Gebrauch. Beispielsweise gelten Quint- und Oktav-Parallelen (auch stufenweise) als gerechtfertigt, sollten sich die Stimmen kreuzen.
In der Orchesterinstrumentation der Spätromantik und der Gegenwart ist die Stimmkreuzung (bzw. Lagentausch) bei bestimmten Klangeffekten wirksam. So z. B., wenn Bassinstrumente in hohe Lagen und hohe Instrumente in tiefe Lagen geführt werden.